# Švýcarsko na Zimních olympijských hrách 1976
Švýcarsko se účastnilo Zimní olympiády 1976. Zastupovalo ho 59 sportovců (52 mužů a 7 žen) v 9 sportech.

## Medailisté
| Medaile | Jméno                                               | Sport           | Soutěž           |
| ------- | --------------------------------------------------- | --------------- | ---------------- |
| Zlato   | Heini Hemmi                                         | Alpské lyžování | Muži obří slalom |
| Stříbro | Bernhard Russi                                      | Alpské lyžování | Muži sjezd       |
| Stříbro | Ernst Good                                          | Alpské lyžování | Muži obří slalom |
| Stříbro | Erich Schärer Ulrich Bächli Rudolf Marti Josef Benz | Boby            | Čtyřbob          |
| Bronz   | Erich Schärer Josef Benz                            | Boby            | Dvojbob          |